# Lijst van vlaggen van Duitse deelgebieden
Dit artikel bevat een lijst van vlaggen van Duitse deelgebieden.

## Huidige deelstaten

### Landesflaggen en Dienstflaggen
Hieronder zijn zowel de zogeheten Landesflaggen (?) als de Landesdienstflaggen (?) weergegeven. De Landesflaggen mogen door elke burger gebruikt worden en zijn derhalve civiele vlaggen. Een aantal deelstaten kent aparte dienstvlaggen; een (Landes)dienstflagge is een versie van de Landesflagge met daarop het wapen van de betreffende deelstaat; dit vlaggentype wordt door de overheid gebruikt. De staten Baden-Württemberg, Berlijn, Hessen, Mecklenburg-Voor-Pommeren, Noordrijn-Westfalen, Saksen, Saksen-Anhalt, Sleeswijk-Holstein en Thüringen hebben een Dienstflagge. Die vlaggen zijn, naast de gewone vlag, in onderstaand overzicht weergegeven.
Beieren heeft twee Landesflaggen (de Streifenflagge en de Rautenflagge); zie het artikel Vlag van Beieren.

### Vlaggenoverzicht
| Kaart | Staat                     | Vlag                     | Vlag                     | Artikel over de vlag               | Ratio | Ingebruikname     |
| ----- | ------------------------- | ------------------------ | ------------------------ | ---------------------------------- | ----- | ----------------- |
|       | Baden-Württemberg         | Landesflagge:            | Dienstflagge:            | Vlag van Baden-Württemberg         | 3:5   | 29 september 1964 |
|       | Beieren                   | Streifenflagge:          | Rautenflagge:            | Vlag van Beieren                   | 3:5   | 14 december 1953  |
|       | Berlijn                   | Landesflagge:            | Landesdienstflagge:      | Vlag van Berlijn                   | 3:5   | 26 mei 1954       |
|       | Brandenburg               | Landes- en Dienstflagge: | Landes- en Dienstflagge: | Vlag van Brandenburg               | 3:5   | 30 januari 1991   |
|       | Vrije Hanzestad Bremen    | Landesflagge:            | Dienstflagge:            | Vlag van Bremen                    | 15:23 | 21 november 1947  |
|       | Hamburg                   | Landes- en Dienstflagge: | Staatsflagge:            | Vlag van Hamburg                   | 2:3   | 8 oktober 1897    |
|       | Hessen                    | Landesflagge:            | Dienstflagge:            | Vlag van Hessen                    | 3:5   | 31 december 1949  |
|       | Mecklenburg-Voor-Pommeren | Landesflagge:            | Dienstflagge:            | Vlag van Mecklenburg-Voor-Pommeren | 3:5   | 29 januari 1991   |
|       | Nedersaksen               | Landes- en Dienstflagge: | Landes- en Dienstflagge: | Vlag van Nedersaksen               | 2:3   | 17 oktober 1952   |
|       | Noordrijn-Westfalen       | Landesflagge:            | Dienstflagge:            | Vlag van Noordrijn-Westfalen       | 3:5   | 10 maart 1953     |
|       | Rijnland-Palts            | Landes- en Dienstflagge: | Landes- en Dienstflagge: | Vlag van Rijnland-Palts            | 2:3   | 15 mei 1948       |
|       | Saarland                  | Landes- en Dienstflagge: | Landes- en Dienstflagge: | Vlag van Saarland                  | 3:5   | 10 september 1956 |
|       | Saksen                    | Landesflagge:            | Dienstflagge:            | Vlag van Saksen                    | 3:5   | 3 oktober 1990    |
|       | Saksen-Anhalt             | Landesflagge:            | Dienstflagge:            | Vlag van Saksen-Anhalt             | 3:5   | 30 januari 1991   |
|       | Sleeswijk-Holstein        | Landesflagge:            | Dienstflagge:            | Vlag van Sleeswijk-Holstein        | 3:5   | 18 januari 1957   |
|       | Thüringen                 | Landesflagge:            | Dienstflagge:            | Vlag van Thüringen                 | 3:5   | 30 januari 1991   |

## Historische deelstaten

### Duitse Keizerrijk (1871-1918)

Vlag van Anhalt
Vlag van Baden (1871-1891)
Vlag van Baden (1891-1918)
Vlag van Koninkrijk Beieren
Vlag van Bremen
Vlag van Brunswijk
Vlag van Elzas-Lotharingen
Vlag van Hamburg
Vlag van Hessen
Vlag van Lauenburg
Vlag van Lippe
Vlag van Lübeck
Vlag van Mecklenburg-Schwerin
Vlag van Mecklenburg-Strelitz
Vlag van Oldenburg
Vlag van Pruisen (1803-1894)
Vlag van Pruisen (1894-1918)
Vlag van Reuss jongere linie
Vlag van Reuss oudere linie
Vlag van het Koninkrijk Saksen
Vlag van Saksen-Altenburg
Vlag van Saksen-Coburg en Gotha (1826-1911)
Vlag van Saksen-Coburg en Gotha (1911-1920)
Vlag van Saksen-Meiningen
Vlag van Saksen-Weimar-Eisenach (1813-1897)
Vlag van Saksen-Weimar-Eisenach (1897-1920)
Vlag van Schaumburg-Lippe
Vlag van Schwarzburg-Rudolstadt
Vlag van Schwarzburg-Sondershausen
Vlag van Waldeck-Pyrmont
Vlag van Württemberg

#### Provincies van Pruisen (1871-1945)

Vlag van Berlijn
Vlag van Brandenburg
Vlag van Beneden-Rijn
Vlag van Grensmark Posen-West-Pruisen
Vlag van Gulik-Kleef-Berg
Vlag van Halle-Merseburg
Vlag van Hannover
Vlag van Hessen-Nassau
Vlag van de Hohenzollernsche Lande
Vlag van Keur-Hessen
Vlag van Maagdenburg
Vlag van de Nassau
Vlag van Neder-Silezië
Vlag van Oost-Pruisen
Vlag van Opper-Silezië
Vlag van Pommeren
Vlag van Posen
Vlag van Pruisen
Vlag van Rijnprovincie
Vlag van Sachsen
Vlag van Silezië
Vlag van Sleeswijk-Holstein
Vlag van Westfalen
Vlag van West-Pruisen

### Weimarrepubliek (1918-1920)
Deelstaten tot 1920.

Vlag van Coburg
Vlag van Gotha
Vlag van Reuss
Vlag van Saksen-Altenburg
Vlag van Saksen-Meiningen
Vlag van Saksen-Weimar-Eisenach
Vlag van Schwarzburg-Rudolstadt
Vlag van Schwarzburg-Sondershausen

### Weimarrepubliek (1920-1933)
Deelstaten zoals ze in 1920-1933 bestonden.

Vlag van Anhalt
Vlag van Baden
Vlag van Beieren
Vlag van Bremen
Vlag van Brunswijk
Vlag van Hamburg
Vlag van Hessen
Vlag van Lippe
Vlag van Lübeck
Vlag van Mecklenburg-Schwerin
Vlag van Mecklenburg-Strelitz
Vlag van Oldenburg
Vlag van Pruisen
Vlag van Saksen
Vlag van Schaumburg-Lippe
Vlag van Thüringen
Vlag van Waldeck-Pyrmont
Vlag van Württemberg

#### Niet erkende staten

Vlag van Münchense Radenrepubliek
Vlag van Vrijstaat Flessenhals
Vlag van Rijnrepubliek

## Bestuurlijke indeling binnen de Duitse deelstaten

### Baden-Württemberg
Regierungsbezirke

Freiburg
Karlsruhe
Stuttgart
Tübingen

Stadtkreise

Baden-Baden
Freiburg im Breisgau
Heidelberg
Heilbronn
Karlsruhe
Mannheim
Pforzheim
Stuttgart
Ulm

Landkreise

Alb-Donau-Kreis
Biberach
Böblingen
Bodenseekreis
Breisgau-Hochschwarzwald
Calw
Emmendingen
Enzkreis
Esslingen
Freudenstadt
Göppingen
Heidenheim
Heilbronn
Hohenlohekreis
Karlsruhe
Konstanz
Lörrach
Ludwigsburg
Main-Tauber-Kreis
Neckar-Odenwald-Kreis
Ortenaukreis
Ostalbkreis
Rastatt
Ravensburg
Rems-Murr-Kreis
Reutlingen
Rhein-Neckar-Kreis
Rottweil
Schwäbisch Hall
Schwarzwald-Baar-Kreis
Sigmaringen
Tübingen
Tuttlingen
Waldshut
Zollernalbkreis

### Beieren
Regierungsbezirke

Mittelfranken
Niederbayern
Oberbayern
Oberfranken
Oberpfalz
Schwaben
Unterfranken

Stadtkreise

Amberg
Ansbach
Aschaffenburg
Augsburg
Bamberg
Bayreuth
Coburg
Erlangen
Fürth
Hof
Ingolstadt
Kaufbeuren
Kempten (Allgäu)
Landshut
Memmingen
München
Neurenberg
Passau
Regensburg
Rosenheim
Schwabach
Schweinfurt
Straubing
Weiden in der Oberpfalz
Würzburg

Landkreise

Aichach-Friedberg
Altötting
Amberg-Sulzbach
Ansbach
Aschaffenburg
Augsburg
Bad Kissingen
Bad Tölz-Wolfratshausen
Bamberg
Bayreuth
Berchtesgadener Land
Cham
Coburg
Dachau
Deggendorf
Dillingen an der Donau
Dingolfing-Landau
Donau-Ries
Ebersberg
Eichstätt
Erding
Erlangen-Höchstadt
Forchheim
Freising
Freyung-Grafenau
Fürstenfeldbruck
Fürth
Garmisch-Partenkirchen
Günzburg
Haßberge
Hof
Kelheim
Kitzingen
Kronach
Kulmbach
Landsberg am Lech
Landshut
Lichtenfels
Lindau (Bodensee)
Main-Spessart
Miesbach
Miltenberg
Mühldorf am Inn
München
Neuburg-Schrobenhausen
Neumarkt in der Oberpfalz
Neustadt an der Aisch-Bad Windsheim
Neustadt an der Waldnaab
Neu-Ulm
Nürnberger Land
Oberallgäu
Ostallgäu
Passau
Pfaffenhofen an der Ilm
Regen
Regensburg
Rhön-Grabfeld
Rosenheim
Roth
Rottal-Inn
Schwandorf
Schweinfurt
Starnberg
Straubing-Bogen
Tirschenreuth
Traunstein
Unterallgäu
Weilheim-Schongau
Weißenburg-Gunzenhausen
Wunsiedel im Fichtelgebirge
Würzburg

### Berlijn
Verwaltungsbezirke

Charlottenburg-Wilmersdorf
Friedrichshain-Kreuzberg
Lichtenberg
Marzahn-Hellersdorf
Mitte
Neukölln
Pankow
Reinickendorf
Spandau
Steglitz-Zehlendorf
Tempelhof-Schöneberg
Treptow-Köpenick

### Brandenburg
Stadtkreise

Brandenburg an der Havel
Cottbus
Frankfurt (Oder)
Potsdam

Landkreise

Barnim
Dahme-Spreewald
Elbe-Elster
Havelland
Märkisch-Oderland
Oberhavel
Oberspreewald-Lausitz
Oder-Spree
Ostprignitz-Ruppin
Potsdam-Mittelmark
Prignitz
Spree-Neiße
Teltow-Fläming
Uckermark

### Vrije Hanzestad Bremen
Stadtkreise

Bremen
Bremerhaven

### Hamburg
Bezirke

Altona
Eimsbüttel
Mitte
Nord
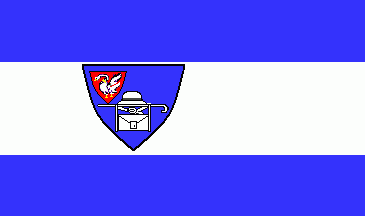
Wandsbek
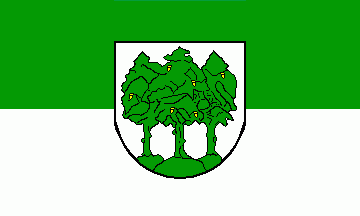
Bergedorf
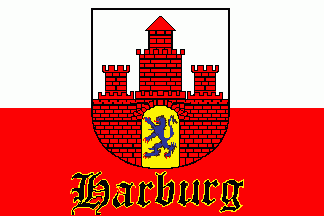
Harburg

### Hessen
Regierungsbezirke

Darmstadt
Gießen
Kassel

Stadtkreise

Darmstadt
Frankfurt am Main
Kassel
Offenbach am Main
Wiesbaden

Landkreise

Bergstraße
Darmstadt-Dieburg
Fulda
Gießen
Groß-Gerau
Hersfeld-Rotenburg
Hochtaunuskreis
Kassel
Lahn-Dill-Kreis
Limburg-Weilburg
Main-Kinzig-Kreis
Main-Taunus-Kreis
Marburg-Biedenkopf
Odenwaldkreis
Offenbach
Rheingau-Taunus-Kreis
Schwalm-Eder-Kreis
Vogelsbergkreis
Waldeck-Frankenberg
Werra-Meißner-Kreis
Wetteraukreis

### Mecklenburg-Voor-Pommeren

Greifswald
Neubrandenburg
Stralsund
Wismar

Stadtkreise

Rostock
Schwerin

Landkreise

Ludwigslust-Parchim
Mecklenburgische Seenplatte
Nordwestmecklenburg
Rostock
Vorpommern-Greifswald
Vorpommern-Rügen

Voormalige stadtkreise (tot 2011)
- Greifswald
- Neubrandenburg
- Stralsund
- Wismar

Voormalige landkreise (tot 2011)

Bad Doberan
Demmin
Güstrow
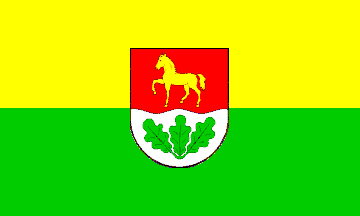
Ludwigslust
Mecklenburg-Strelitz
Müritz
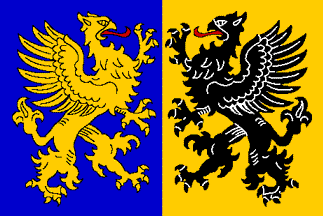
Nordvorpommern
Nordwestmecklenburg
Ostvorpommern
Parchim
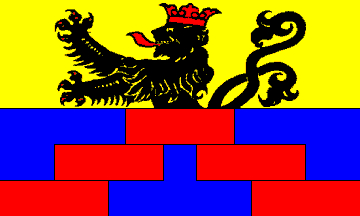
Rügen
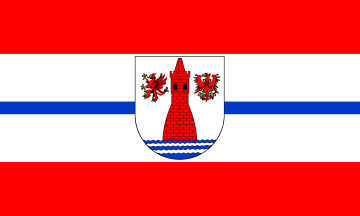
Uecker-Randow

### Nedersaksen
Stadtkreise

Braunschweig
Delmenhorst
Emden
Göttingen
Hannover Vlag
Oldenburg
Osnabrück
Salzgitter
Wilhelmshaven
Wolfsburg

Landkreise

Ammerland
Aurich
Celle
Cloppenburg
Cuxhaven
Diepholz
Emsland
Friesland
Gifhorn
Goslar
Göttingen
Grafschaft Bentheim
Hamelen-Pyrmont
Regio Hannover
Harburg
Heidekreis
Helmstedt
Hildesheim
Holzminden
Leer
Lüchow-Dannenberg
Lüneburg
Nienburg/Weser
Northeim
Oldenburg
Osnabrück
Osterholz
Peine
Rotenburg (Wümme)
Schaumburg
Stade
Uelzen
Vechta
Verden
Wesermarsch
Wittmund
Wolfenbüttel

### Noordrijn-Westfalen
Regierungsbezirke

Arnsberg
Detmold
Düsseldorf
Keulen
Münster

Stadtkreise

Aken[1] Vlag
Bielefeld
Bochum
Bonn
Bottrop
Dortmund
Duisburg
Düsseldorf
Essen
Gelsenkirchen
Hagen
Hamm
Herne
Keulen
Krefeld
Leverkusen
Mönchengladbach
Mülheim an der Ruhr
Münster
Oberhausen
Remscheid
Solingen
Wuppertal

Landkreise

Stedenregio Aken
Borken
Coesfeld
Düren
Ennepe-Ruhr-Kreis
Euskirchen
Gütersloh
Heinsberg
Herford
Hochsauerlandkreis
Höxter
Kleef
Lippe
Märkischer Kreis
Mettmann
Minden-Lübbecke
Oberbergischer Kreis
Olpe
Paderborn
Recklinghausen
Rhein-Erft-Kreis
Rheinisch-Bergischer Kreis
Rhein-Kreis Neuss
Rhein-Sieg-Kreis
Siegen-Wittgenstein
Soest
Steinfurt
Unna
Viersen
Warendorf
Wesel

### Rijnland-Palts
Stadtkreise

Frankenthal (Palts)
Kaiserslautern
Koblenz
Landau in der Pfalz
Ludwigshafen am Rhein
Mainz
Neustadt an der Weinstraße
Pirmasens
Speyer
Trier
Worms
Zweibrücken

Landkreise

Ahrweiler
Altenkirchen (Westerwald)
Alzey-Worms
Bad Dürkheim
Bad Kreuznach
Bernkastel-Wittlich
Birkenfeld
Cochem-Zell
Donnersbergkreis
Eifelkreis Bitburg-Prüm
Germersheim
Kaiserslautern
Kusel
Mainz-Bingen
Mayen-Koblenz
Neuwied
Rhein-Hunsrück-Kreis
Rhein-Lahn-Kreis
Rhein-Pfalz-Kreis
Südliche Weinstraße
Südwestpfalz
Trier-Saarburg
Vulkaneifel
Westerwaldkreis

### Saarland
Landkreise

Merzig-Wadern
Neunkirchen
Regionalverband Saarbrücken
Saarlouis
Saarpfalz-Kreis
St. Wendel

### Saksen

Chemnitz
Dresden
Leipzig

Görlitz
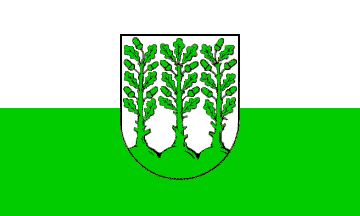
Hoyerswerda
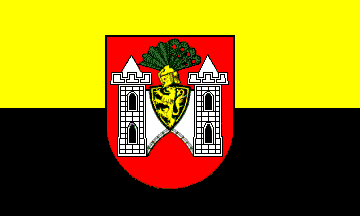
Plauen
Zwickau

Stadtkreise

Chemnitz
Dresden
Leipzig

Landkreise

Bautzen
Erzgebirgskreis
Görlitz
Leipzig
Meißen
Mittelsachsen
Nordsachsen
Sächsische Schweiz-Osterzgebirge
Vogtlandkreis
Zwickau

Voormalige Direktionsbezirke
- Chemnitz
- Dresden
- Leipzig

Voormalige Stadtkreise
- Görlitz
- Hoyerswerda
- Plauen
- Zwickau

Voormalige Landkreise

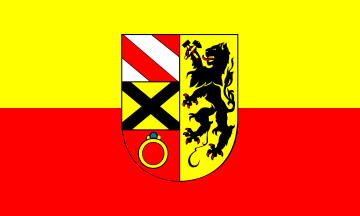
Annaberg
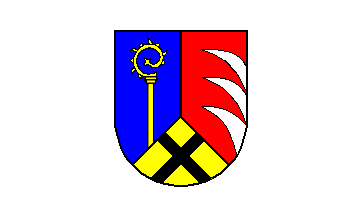
Aue-Schwarzenberg
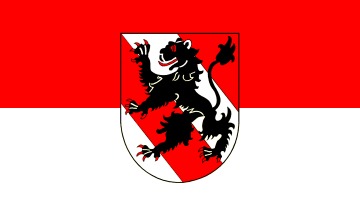
Chemnitzer Land
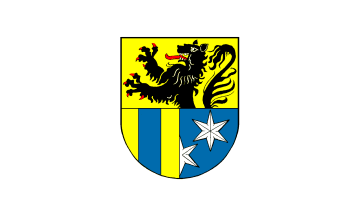
Delitzsch
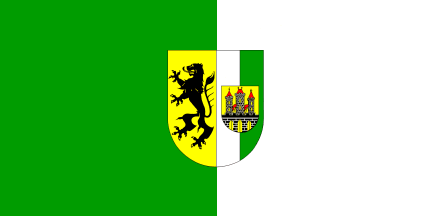
Döbeln
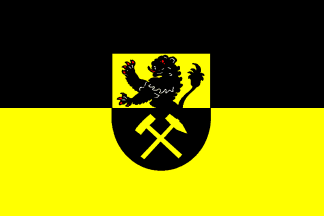
Freiberg
Kamenz
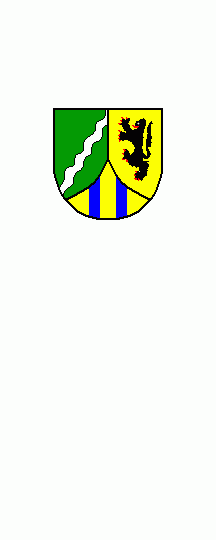
Leipziger Land
Löbau-Zittau
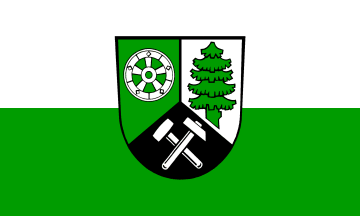
Mittlerer Erzgebirgskreis
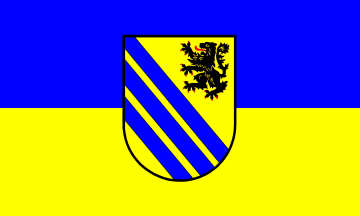
Mittweida
Muldentalkreis
Niederschlesischer Oberlausitzkreis
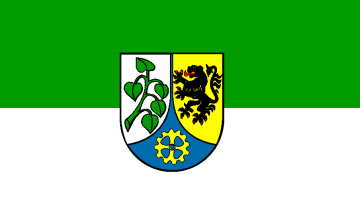
Riesa-Großenhain
Sächsische Schweiz
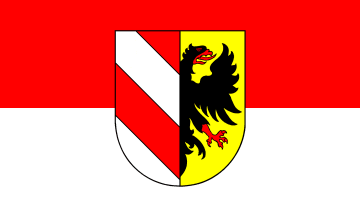
Stollberg
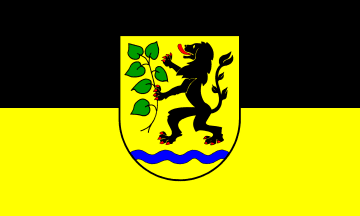
Torgau-Oschatz
Weißeritzkreis
Zwickauer Land

### Saksen-Anhalt

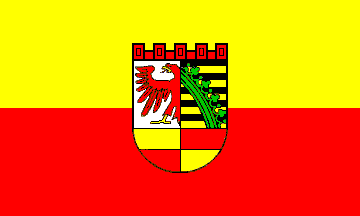
Dessau

Stadtkreise

Dessau-Roßlau
Halle (Saale)
Maagdenburg

Landkreise

Altmarkkreis Salzwedel
Anhalt-Bitterfeld
Börde
Burgenlandkreis
Harz
Jerichower Land
Mansfeld-Südharz
Saalekreis
Salzlandkreis
Stendal
Wittenberg

Voormalige Stadtkreise
- Dessau

Voormalige Landkreise

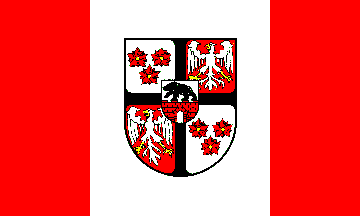
Anhalt-Zerbst
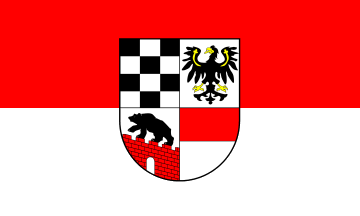
Aschersleben-Staßfurt
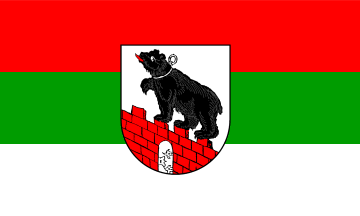
Bernburg
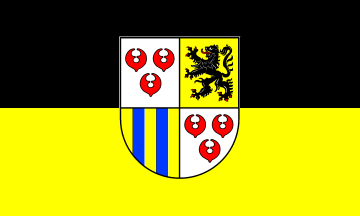
Bitterfeld
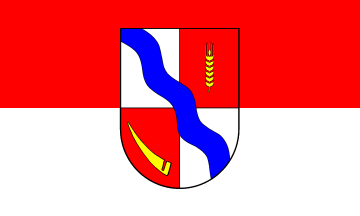
Bördekreis
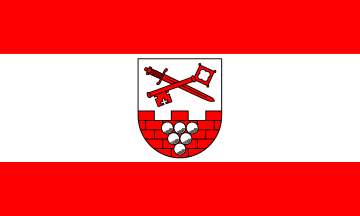
Burgenlandkreis
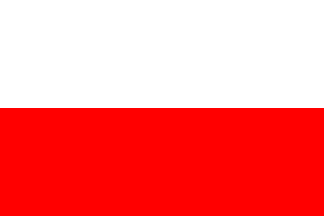
Halberstadt
Jerichower Land
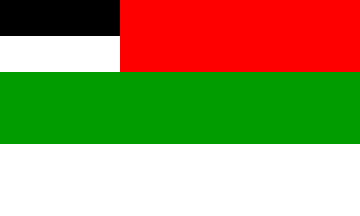
Köthen
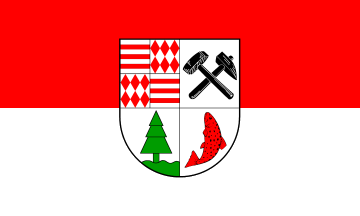
Mansfelder Land
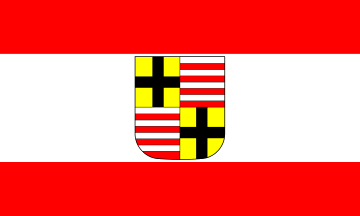
Merseburg-Querfurt
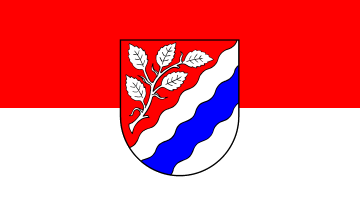
Ohrekreis
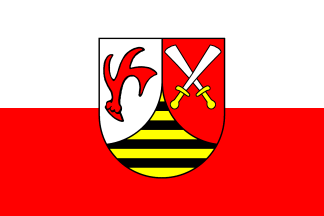
Quedlinburg
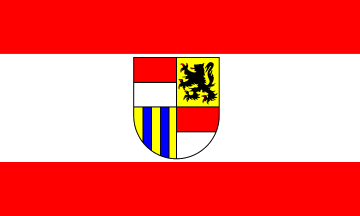
Saalkreis
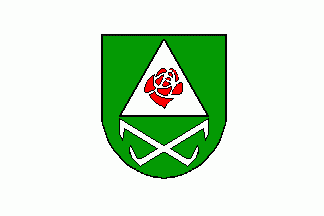
Sangerhausen
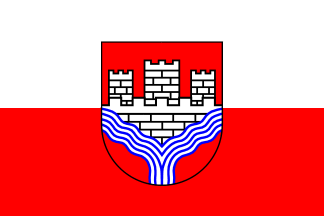
Schönebeck
Stendal
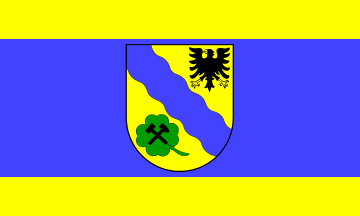
Weißenfels
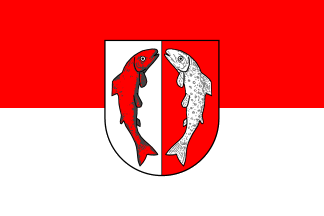
Wernigerode
Wittenberg

### Sleeswijk-Holstein
Stadtkreise

Flensburg
Kiel
Lübeck
Neumünster

Landkreise

Dithmarschen
Herzogtum Lauenburg
Nordfriesland
Ostholstein
Pinneberg
Plön
Rendsburg-Eckernförde
Schleswig-Flensburg
Segeberg
Steinburg
Stormarn

### Thüringen
Stadtkreise

Eisenach
Erfurt
Gera
Jena
Suhl
Weimar

Landkreise

Altenburger Land
Eichsfeld
Gotha
Greiz
Hildburghausen
Ilm-Kreis
Kyffhäuserkreis
Nordhausen
Saale-Holzland-Kreis
Saale-Orla-Kreis
Saalfeld-Rudolstadt
Schmalkalden-Meiningen
Sömmerda
Sonneberg
Unstrut-Hainich-Kreis
Wartburgkreis
Weimarer Land

## Vlaggen van Duitse streken

Vlag van Franken
Vlag van Noord-Friesland
Vlag van Oost-Friesland
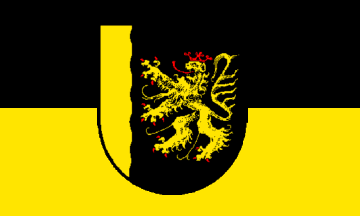
Vlag van Palts
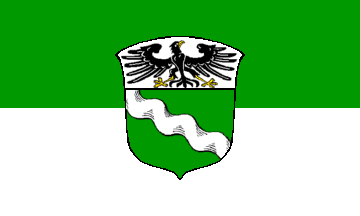
Vlag van Rijnland
Vlag van Rustringen
Vlag van Zuid-Sleeswijk

## Vlaggen van deWaddeneilanden

### Oost-Friese Waddeneilanden

Vlag van Borkum
Vlag van Juist
Vlag van Norderney
Vlag van Baltrum
Vlag van Langeoog
Vlag van Spiekeroog
Vlag van Wangerooge

### Noord-Friese Waddeneilanden

Vlag van Neuwerk
Vlag van Pellworm
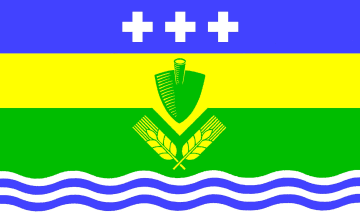
Vlag van Nordstrand
Vlag van Halligen
Vlag van Amrum
Vlag van Föhr
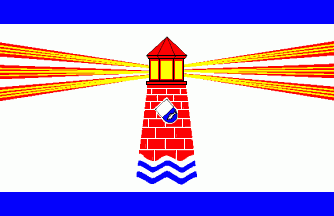
Vlag van Sylt

### Overige eilanden

Vlag van Helgoland

## Vlaggen van etnische minderheden

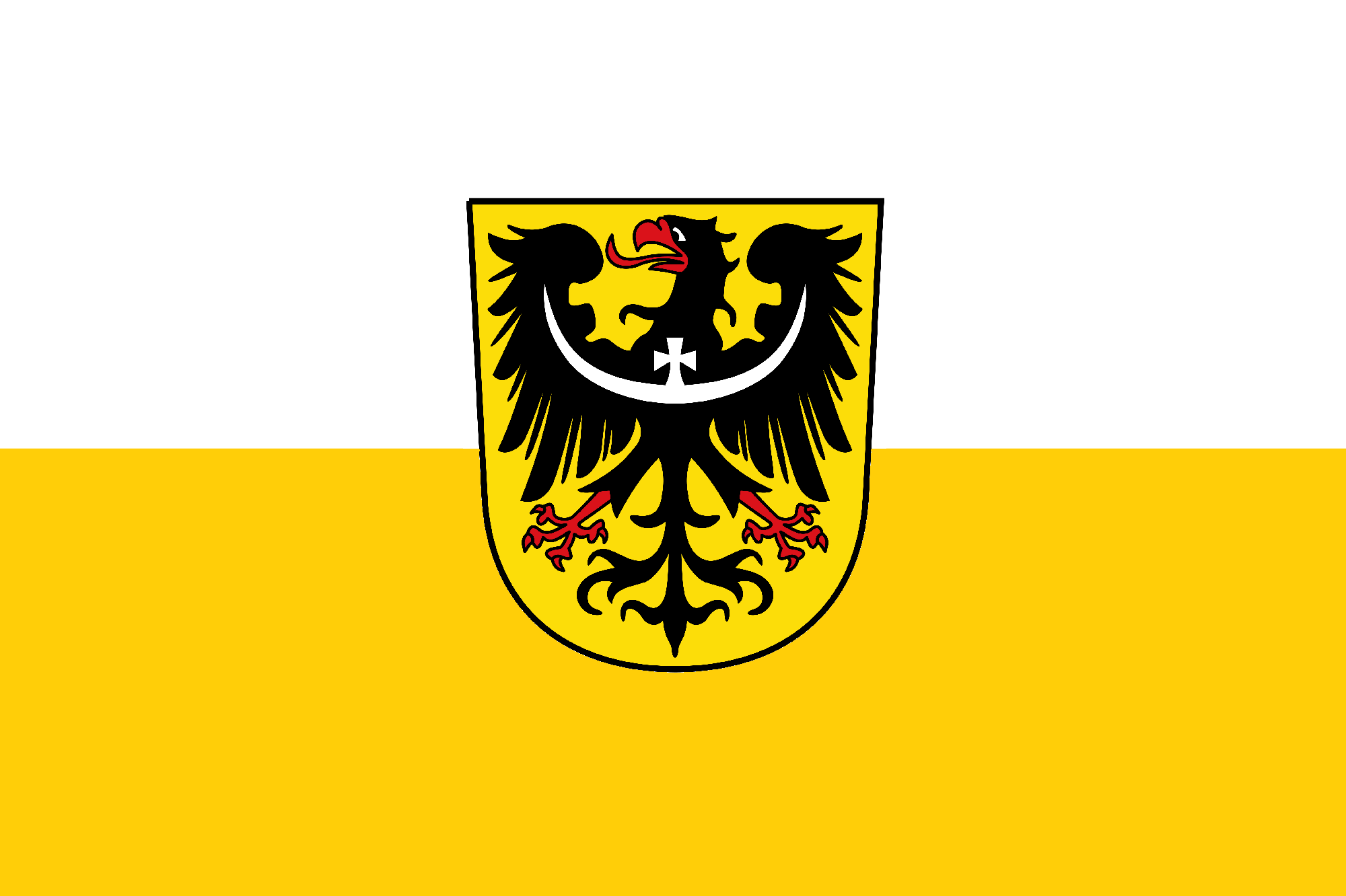
Vlag van Silezië
Vlag van de Sorben